# أليكس غريفيثز
أليكس غريفيثز (بالإنجليزية: Alex Griffiths)‏ هو نحال أسترالي، ولد في 5 أكتوبر 1911، وتوفي في 29 يوليو 1998.